# Gnaeus Naevius
Gnaeus Naevius (n. circa 275 î.e.n, Capua sau Atella, Campania, d. 201 î.e.n, Utica, Nordul Africii) a fost un poet și dramaturg roman, considerat primul poet epic al literaturii latine. A luat parte la Primul Război Punic, precum însuși relatează în lucrarea Bellum Punicum. Debutul său ca poet dramatic a avut loc în jurul anului 235 î.e.n. În lucrările sale, Gnaeus, ridiculizează societatea romană din perspectiva unui plebe.
Deoarece a persiflat în versurile sale puternica familie a Metellilor, plebei, dar nobili, a fost întemnițat și apoi trimis în exil la Utica, chiar în Africa cartagineză, unde a murit în 201 î.e.n.

## Opera - Titluri și fragmente care au supraviețuit
| - Acontizomenos (comedie) - Aesiona (tragedie) - Agitatoria (comedie) - Agrypnuntes (comedie) - Appella (comedie) - Astiologa (comedie) - Clastidium (fabulă) - Colax (comedie) - Corollaria (comedie) - Danae (tragedie) - Dementes (comedie) - Dolus (comedie) - Figulus (comedie) - Glaucoma (comedie) - Hariolus (comedie) | - Hector Proficiscens (tragedie) - Leo (comedie) - Lycurgus (tragedie) - Nautae (comedie) - Paelex (comedie) - Personata (comedie) - Projectus (comedie) - Quadrigemini (comedie) - Romulus sau Alimonium Romuli et Remi (fabulă) - Stalagmus (a comedy) - Stigmatias (comedie) - Tarentilla (comedie) - Triphallus (comedie) |  |